# Molinier (film)
Molinier è un documentario cortometraggio del 1966 diretto da Raymond Borde e basato sulla vita del pittore francese Pierre Molinier.